# 蒙特內哥羅人
黑山人（中國大陸、香港、澳門和新加坡譯黑山人），是東南歐的民族。主要分布在亞得里亞海東岸和巴爾幹半島一帶，使用蒙特內哥羅語，屬斯拉夫語族。信奉東正教。蒙特內哥羅人傳統上會以血緣關係界定政治權力。二戰後，蒙特內哥羅人從原先的傳統農牧業嘗試轉型工業，近代則以觀光業為發展重點。 總人口約50萬人，超過一半住在蒙特內哥羅。許多蒙特內哥羅人在蒙特內哥羅外生活，主要是在塞爾維亞，依然保持蒙特內哥羅人民俗，家庭關係和宗族聯繫。

## 民族分布與語言

蒙特內哥羅人民族分布圖

### 民族分布
蒙特內哥羅人 （發音：[tsr̩nǒɡoːrtsi]或[tsr̩noɡǒːrtsi]）為一國族，是巴爾幹半島的南斯拉夫人，其主要分布在蒙特內哥羅。主要移民分布在塞爾維亞，波士尼亞與赫塞哥維納，克羅地亞，阿爾巴尼亞，北馬其頓，土耳其，美國，阿根廷，德國，盧森堡，智利，加拿大與澳大利亞。

### 語言
蒙特內哥羅人使用塞爾維亞-克羅埃西亞語中的什托方言，屬斯拉夫語族。
什托方言發音的特徵為: 清齦顎擦音、濁齦顎擦音、濁齒齦塞擦音。
蒙特內哥羅憲法頒訂「蒙特內哥羅語」作為他們的官方語言。自從獨立運動開始，要將蒙特內哥羅語從塞爾維亞語中獨立出來的聲音便開始浮現。獨立派政府並沒有特別去支持或反對這項行動，學校為了解決這種局面，便將課程名稱從「塞爾維亞語課」改成「國語課」，但此一行動，卻造成親塞爾維亞派的強烈抨擊。在2011年所作的人口普查中，有42.88% 的蒙特內哥羅人認為自己使用的是塞爾維亞語，36.97%則說自己使用蒙特內哥羅語。

## 地理環境

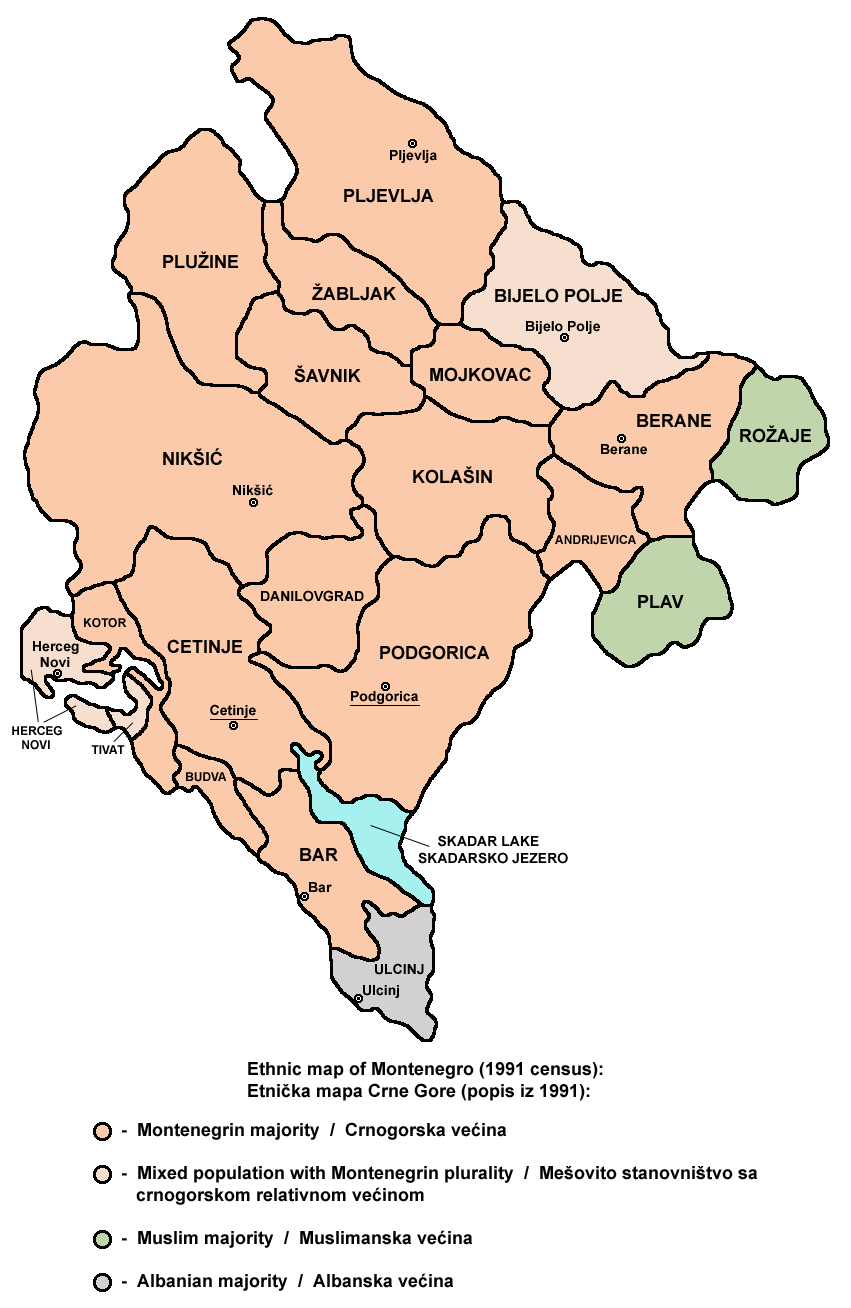
Montenegrins in Montenegro according to the 1991 census

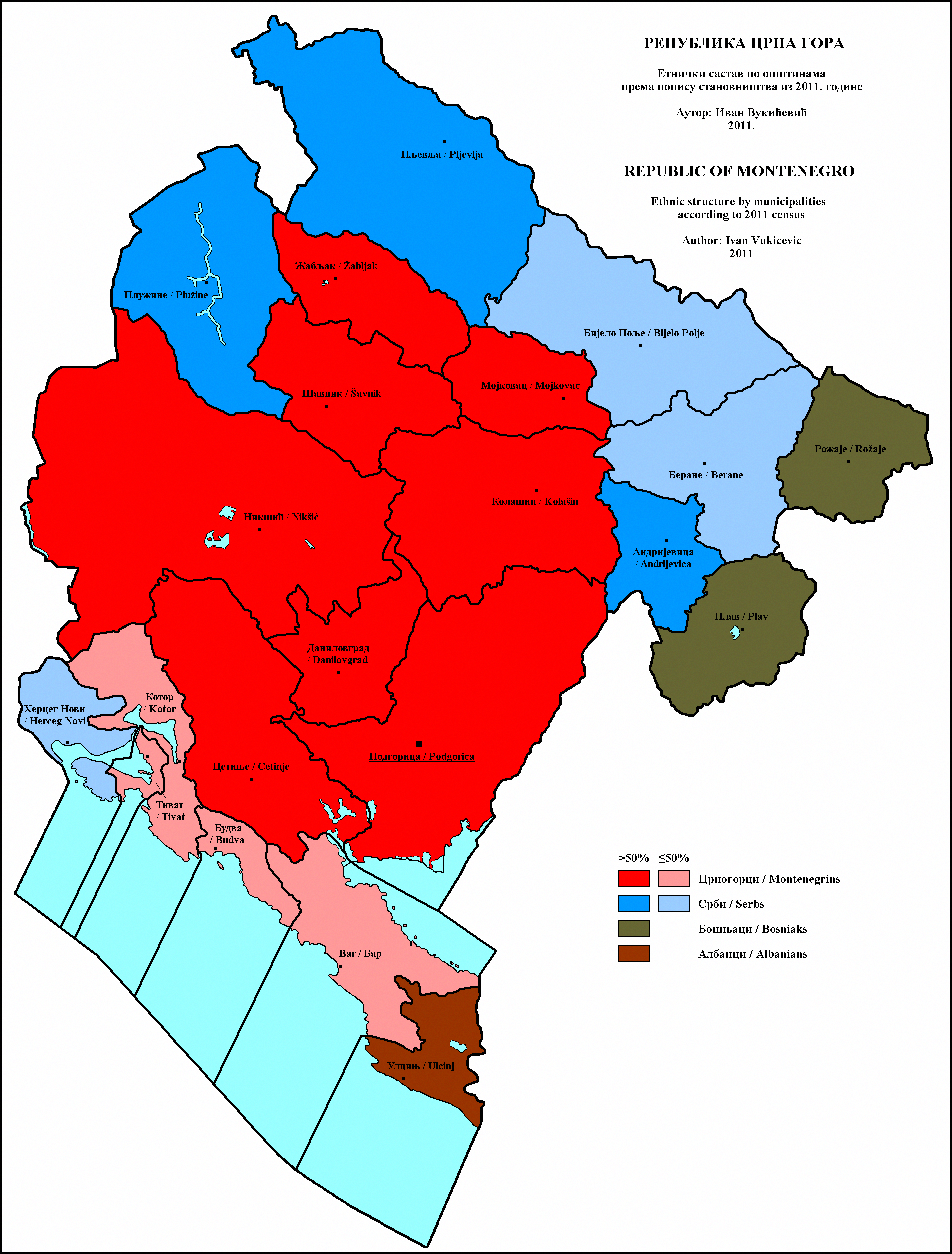
Ethnic structure of Montenegro by municipalities 2011.

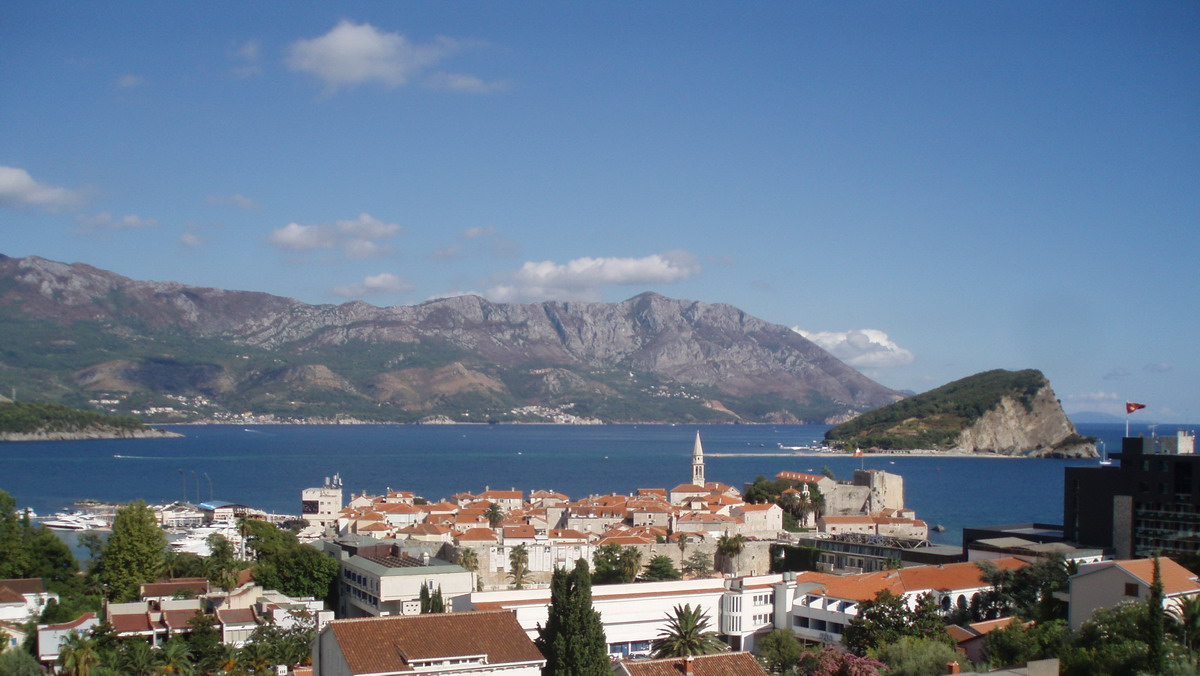
布德瓦

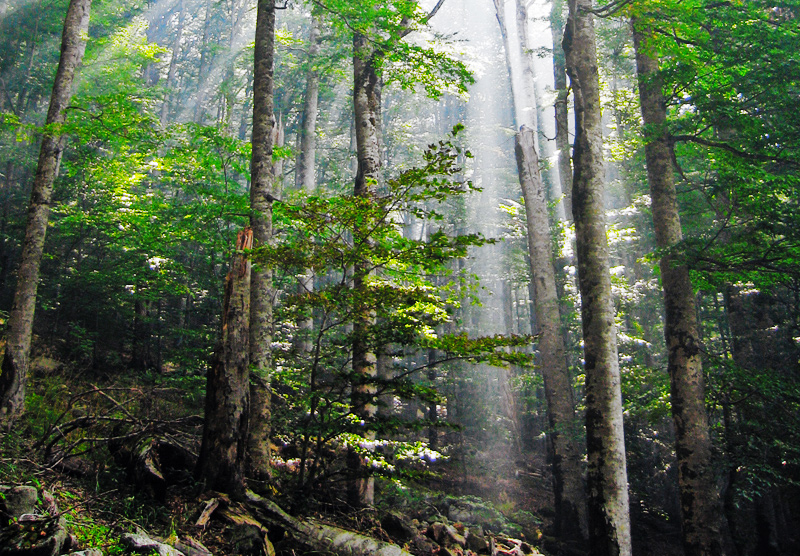
境內原始森林

蒙特內哥羅境內主要是山脈、丘陵，只有沿海地區為狹長的平原，其中西北部的科托爾灣為歐洲位置最靠南的峽灣，該峽灣東岸有古城科托，現已列為世界遺產。
位於中北部的博博托夫库克峰為境內第一高峰，海拔2522米，附近的塔拉河有高達1300米的峽谷，該地亦已列為世界遺產。

## 歷史沿革

### 中世紀
斯拉夫人6、7世紀期間在巴爾幹地區定居。根據《帝国行政论》的記述，當地存在3個斯拉夫政體: Duklja於南半部，Travinia於西部，和塞爾維亞於北部。11世紀Duklja成為一個獨立的國家，最初由王朝統御，後來被併入尼曼雅王朝。
原先被稱為Duklja的地區後來被稱為澤塔(Zeta)。在1276和1309間，塞爾維亞女王，塞爾維亞國王一世的遺孀統治澤塔(Zeta)，她在那裡建立和重建一些寺院，最知名的如聖徒謝爾蓋和巴克斯修道院。威尼斯人所稱的Montenegro意思是「黑色的山」，這個稱呼的紀錄可追溯至1296年。
在14世紀末，南部蒙特內哥羅（Zeta）先後受控於家族和Crnojević家族，至15世紀，澤塔(Zeta)已常被稱為Crna Gora。1496年，鄂圖曼帝國征服澤塔（Zeta）

### 近代
在鄂圖曼帝國統治了大部分巴爾幹地區（波斯尼亞，塞爾維亞，保加利亞等）時，蒙特內哥羅人維持他們的獨立性。到了15世紀末和16世紀初，則逐漸從一個神權國家演變成一個獨立而世俗的國家，
18世紀和19世紀蒙特內哥羅由彼得羅維奇-涅戈什王朝統治，並先後與俄羅斯和在奧斯曼帝國佔領下的塞爾維亞建立緊密聯繫。
1878年，柏林會議承認蒙特內哥羅為世界第26個獨立國家。蒙特內哥羅參與了1911-1912年的巴爾幹戰爭以及第一次世界大戰。

### 南斯拉夫時代
1918年11月26日，在波德戈里察的議會一個有爭議的決定，蒙特內哥羅無條件地加入塞爾維亞，並成為塞爾維亞人、克羅埃西亞人和斯洛維尼亞人王國的一部分，之後更名為南斯拉夫。蒙特內哥羅王國的兼併直到1922年7月13日舉行的巴黎會議才獲得國際的承認。
在兩次世界大戰之間，南斯拉夫共產黨反對南斯拉夫的君主制和統一政策，並支持蒙特內哥羅的自主權，且獲得蒙特內哥羅相當大的支持。在第二次世界大戰，許多蒙特內哥羅人加入南斯拉夫游擊隊，雖然加入南斯拉夫祖國軍的人數也相當顯著。二戰期間義大利佔據蒙特內哥羅（1941年）並將科托爾併入義大利王國。義大利曾計劃扶植蒙特內哥羅為一個附庸國。1943年9月義大利戰敗後，納粹德國取而代之。
戰爭中率領游擊隊的共產黨在1945年成立南斯拉夫的新政權，提倡有別於其他南斯拉夫民族的蒙特內哥羅國族認同，1948年蒙特內哥羅的90％人口登記是蒙特內哥羅人，1991年下降至62％。隨著塞爾維亞民族主義在80年代後期的高漲，蒙特內哥羅人的認同大幅下降，在2003年下降為43.16％。詳細的趨勢概述參閱蒙特內哥羅的人口史。
90年代共產政權瓦解後，由總理久卡諾維奇和總統布拉托維奇執政的社會主義民主黨(DPS)反對蒙特內哥羅認同運動。
在波黑戰爭和克羅地亞戰爭（1991- 1995年），蒙特內哥羅警察及武裝部隊參與塞爾維亞軍隊對杜布羅夫尼克和波士尼亞的攻擊。

### 尋求獨立時代
1997年社會主義民主黨(DPS)發生內訌，久卡諾維奇派系擊敗布拉托維奇。DPS逐步接納獨立主張。
1999年秋天，在北約對南斯拉夫的轟炸後，久卡諾維奇要求重新檢討南斯拉夫的聯邦架構，納入蒙特內哥羅參與國防及外交的角色。2000年10月5日南斯拉夫總統米洛塞維奇被推翻後，久卡諾維奇首度支持獨立，並成功贏得在2006年5月21日舉行的獨立公投。

## 社會、家庭與婚姻

二分旁系親屬稱謂 左欄第二張

### 親屬與家庭繼嗣
區分來自塞爾維亞人和蒙特內哥羅人其中重要的一點是，蒙特內哥羅人的親屬和社會團體是比血統更大的存在。
氏族（bratstvo）和部落（pleme）都是重要的經濟和社會群體。部落（pleme）是由幾個連續氏族（bratstvo）組成的。這些較大的群體及遍蒙特內哥羅並在政治和經濟史上扮演重要角色。在經濟上，他們確立勞動安排。在政治上，他們形成以政治與軍事聯盟為基礎。在繼嗣方面，蒙特內哥羅人是父系社會，他們非常強調男性後代的延續
親屬稱謂。蒙特內哥羅人親屬稱謂的與塞爾維亞人相似，皆為二分旁系行親屬稱謂。在一般情況下，對於血緣上的親屬術語是比姻親更具體。

### 婚姻
傳統上，蒙特內哥羅人的婚姻幾乎總是由父母包辦。家庭的聲譽，而不是愛，是在選擇新娘的首要因素。結婚前若是處女則被視為珍貴的象徵，在一些地區展示血洗婚禮表以及新娘的貞操證據是常見的作法。婚姻是建立家庭之間友誼的方法，且為保持或改善家庭在社會上地位的重要途徑。不像附近的波斯尼亞，或捕捉新娘的做法，這在蒙特內哥羅族很罕見。當它確實發生了，通常是雙方家庭同意了而安排的。雖然離過婚的人可以在教堂內再婚，但在第二次世界大戰和建立婚姻法世俗的改革之前，離婚的實際發生率十分的低。離婚的最常見的原因是不育或未能承擔男性子代，這兩者總是看作是妻子的錯。婦女不能在前社會主義時期提出離婚。婚後居住通常是從夫居。在農村地區中階級結構相對未分化，但與南斯拉夫其他地方一樣，蒙特內哥羅人的城市精英具有內部和外部的政治權力。

### 政治組織與地方控制
自1945年以來，蒙特內哥羅低於中央一級行政區劃的區域已重新組織了好幾次，但是，村等地方議會對地方事務的重要。村理事會成員的當地選舉產生，負責在地方一級聯邦共和國政府政策的行使;他們也決定在地方事務的政策。傳統上，血緣關係的債券氏族明示或部族背景是重要的界定政治權力。
在地方社會控制上，傳統上，榮譽，恥辱和責任一直是定義適當行為的重要的概念。從歷史上看，死刑是常見的一些攻勢，不管在主要和次要現代標準。在當今時代，聯邦法院系統試圖篡奪許多過往親屬群體和氏族部落法院所賦予的權力，但藉由暴力的非正式和解仍然普遍。
另外，蒙特內哥羅歷史上充滿了衝突，不論是對內或對外。1850到1918年之間，蒙特內哥羅參與七年戰爭反對奧斯曼帝國統治，蒙特內哥羅曾擔任戰爭的叛亂避難所和臨時區域。親屬群體之間的爭鬥是地方性的，甚至今天在一些地區仍在繼續。

## 產業與生活

### 產業
在長久的歷史中，蒙特內哥羅一直以來從事農業生產，在無法耕種處則選擇放牧。主要農產品包括黑麥和大麥，以及其他穀類作物。在沿海地區，也種植橄欖，無花果和葡萄。另一方面，綿羊，山羊和牛為基礎的季節性放牧也是很重要的一環。
雖然二戰後的現代化產生了一些新的工業體系，蒙特內哥羅工業和農業仍然未發展成熟，貧窮人口比例亦落後南斯拉夫。在後二戰時期的南斯拉夫各共和國中，蒙特內哥羅仍在工業勞動力比例中排名最後。近期則以觀光業為發展重心。

### 貿易與分工
一般情況下，對外貿易在歷史中其重要性微乎其微。蒙特內哥羅人與亞得里亞海區域的貿易連結十分微弱，原因是數世紀以來的奧斯曼帝國的軍事衝突而所造成的隔離。傳統上，蒙特內哥羅人的性別角色分工明確，男女皆在經濟上有著重要的價值，但女性在地位上較為低落。

### 土地所有權
當代土地所有權的法律模式是由南斯拉夫的法律管轄。然而，根據十九世紀後期報告，土地所有權真正的決定在於放牧與農耕的權利。而耕地擁有權及其繼承沿襲了傳統的塞爾維亞模式，放牧權責歸屬較大的氏族和部落社區。

## 信仰與習俗

### 宗教信仰
傳統上，蒙特內哥羅人信仰是東正教和前基督教的綜合體。雖然大多數人認為自己是正教，但仍有一定數量的天主教和穆斯林少數民族。神（BOG）、聖以利亞(saint elijah)、以及與每個氏族相關聯的守護神是常見的超自然人物。其它超自然生物，如吸血鬼，幽靈和自然神靈經常在民間史詩和故事佔有重要的地位。
根據人口普查，蒙特內哥羅人宗教分布如下：
正教會：246733人
伊斯蘭教遜尼派：12758人
羅馬天主教：5667人
無神論：5,867人

### 宗教從業者
除了東正教教士，在歷史上有許多當地的主教，但世俗的神父常常忽視書面教義和傳統。

### 宗教慶典
宗教日曆包括所有正常的基督教節日，復活節是最重要的宗教節日。那些與出生和死亡特別有關的儀式，如生命週期儀式，是蒙特內哥羅人最關注的事情之一。然而，另外兩個儀式在人們的生活中佔有重要的地位。首先是建立與神父間關係的儀式。第二個是光榮，又稱家族的守護神的盛宴。如今，光榮慶典(slava)已經失去了之前促進親屬間團結與加強親屬邊界的能力。

### 道德信仰
蒙特內哥羅人的文化的一個非常重要的方面是“人性與勇敢”。這是幾百年來蒙特內哥羅人戰鬥歷史的不成文的規定，一個人表現出誠信，尊嚴，謙遜，自我犧牲的美德的正義事業，尊重為別人著想，與無私與勇敢一起，則成為一令人尊的人。在戰鬥時刻，這樣的價值觀導致了黑山戰鬥到死，因為被抓獲被認為是最大的恥辱。此行為準則仍然是非常根深蒂固，或大或小的程度，在每一個黑山的道德信仰體系，這是至關重要的，它必須牢記，才能真正了解他們。

### 葬禮
在蒙特內哥羅文化中必要的習俗。你是要是膽敢錯過別人的婚禮，對方將會把這件事永遠記住。

## 藝術與文學

### 樂曲
蒙特內哥羅人的的樂器是馬鬃木製儀器搭配馬鬃弓。該樂器的最重要的功能是為口頭史詩的歌聲伴奏提供。這個傳統是在這個意義上，雖然曲調使用十音節線，但每場演出都是一個獨特的創作全口。文本沒有記憶。常見的故事主題包括與土耳其人的戰鬥，與神仙邂逅，文化英雄的功勳，並沿襲祖先的敘述。

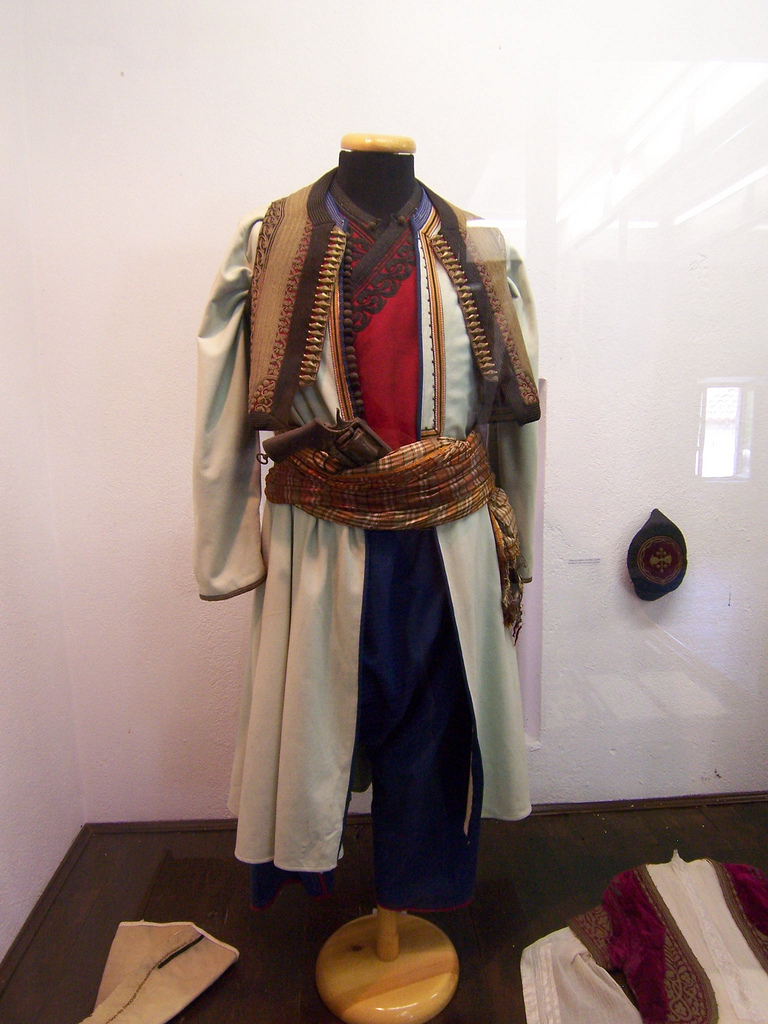
蒙特內哥羅人傳統服飾

### 文學
蒙特內哥羅的第一個文學作品幾千年的歷史，而第一黑山本書是五百年前的印刷。第一台國有印刷機，位於採蒂涅在1494年，第一本南部斯拉夫書印同一年（Oktoih）。許多中世紀手稿，從13世紀，被關在黑山寺院。
蒙特內哥羅沿海在很大程度上受意大利文藝復興時期的影響，主要表現在文學。盧多維科帕斯誇利，喬瓦尼·博納德(Boliris)，是那些世紀的主要代表。
在傳統的民間口頭史詩中，彼得二世·彼得罗维奇-涅戈什在過去的兩個世紀中創造了自己的語言。他的史詩《山區花環》，用蒙特內哥羅白話撰寫，提出了蒙特內哥羅文化的中心點，其重要性甚至聖經許多超越。

## 現況
在20世紀90年代末政治分歧導致了蒙特內哥羅人/塞爾維亞民族問題重新浮出水面。關於蒙特內哥羅人獨立問題，在2006年投票通過了全民公決，人口大約分成蒙特內哥羅人（東正教，伊斯蘭教和天主教），波什尼亞克族，克羅地亞族和一側阿爾巴尼亞和塞族人。
蒙特內哥羅共和國的各類名人在蒙特內哥羅公投支持獨立，承認蒙特內哥羅公民宣稱自己為蒙特內哥羅民族的權利。獨立支持者包括現任總理久卡諾維奇和蒙特內哥羅人議會議長。
許多蒙特內哥羅人在蒙特內哥羅外生活，主要是在塞爾維亞，依然保持蒙特內哥羅人民俗，家庭關係和宗族聯繫。他們通過這些標準仍然是蒙特內哥羅人，但在普查中他們聲稱自己基本上是塞爾維亞人。有些已經上升到較高的文化，經濟和政治立場。